# Marsilea costulifera
Marsilea costulifera là một loài dương xỉ trong họ Marsileaceae. Loài này được D.L. Jones mô tả khoa học đầu tiên năm 1993.
Danh pháp khoa học của loài này chưa được làm sáng tỏ. 